# Mélanie Laurent
Mélanie Laurent  (Párizs 13. kerülete, 1983. február 21. –) kétszeres César-díjas francia színésznő, filmrendező, forgatókönyvíró, modell és énekes. Első filmszerepét 1999-ben kapta a Híd két part között című filmdrámában.

## Élete
Párizsban, Franciaországban született Annick Laurent balerina és Pierre Laurent szinkronszínész gyermekeként. Zsidó származású. Nagyapját deportálták Lengyelországból a náci megszállás alatt. Anyai ági nagyszülei filmposzter-szerkesztők voltak.
Laurent ellátogatott az Asterix és Obelix forgatására is, egy barátjával és az ő apjával. Mikor Gérard Depardieu meglátta őt, megkérdezte, hogy szeretne-e filmekben szerepelni. Laurent válasza a következő volt: "Miért ne?". Depardieu azt javasolta Laurent-nek, hogy ne vegyen színészi leckéket, mivel úgy gondolta, hogy minden tehetsége megvan hozzá. 16 éves korában Depardieu szerepet ajánlott neki a Híd két part között című filmben. Ő játszotta a film egyik főszereplőjének lányát. Szinkronszínészként is dolgozott.
Laurent hosszú távú kapcsolatban állt Julien Boisselier francia színésszel. Kapcsolatuk 2009-ben fejeződött be. 2013 márciusában bejelentette, hogy megházasodott, de nem mondta el, ki a férje. Fiuk, Léo, 2013 szeptemberében született meg.
2011-ben elkészült első stúdióalbuma, En t'attendant címmel. Az album a huszonkettedik és a harmincötödik helyet szerezte meg a belga és francia slágerlistákon.

## Filmjei
| Név                                   | Megjelenés |
| ------------------------------------- | ---------- |
| Híd két part között                   | 1999       |
| Ceci est mon corps                    | 2001       |
| Szerelmi bonyodalmak                  | 2002       |
| Snowboarder                           | 2003       |
| The Last Day                          | 2004       |
| Rice Rhapsody                         | 2004       |
| Vártam rád                            | 2004       |
| Halálos szívdobbanás                  | 2005       |
| Dikkenek                              | 2006       |
| A dicsőség arcai                      | 2006       |
| Köszönöm, jól vagyok                  | 2006       |
| Hidden Love                           | 2007       |
| A halál kamrája                       | 2007       |
| A gyilkos                             | 2007       |
| Párizs                                | 2008       |
| Becstelen brigantyk                   | 2009       |
| A koncert                             | 2009       |
| Jusqu'a toi                           | 2009       |
| The Round Up                          | 2010       |
| Kezdők                                | 2010       |
| Requiem for a Killer                  | 2011       |
| Mikor megláttam a szíved              | 2011       |
| Fogadott testvérek                    | 2011       |
| Pollen                                | 2011       |
| Szemfényvesztők                       | 2013       |
| Ellenség                              | 2013       |
| Éjféli gyors Lisszabonba              | 2013       |
| Aloft                                 | 2014       |
| Boomerang                             | 2014       |
| A tengernél                           | 2015       |
| Mon garçon                            | 2017       |
| Six Underground – Hatan az alvilágból | 2019       |
| Oxigén                                | 2021       |
| Le bal des folles                     | 2021       |
| Tempête                               | 2022       |
| Gyagyás gyilkosság 2.                 | 2023       |